# Carsta Löck
Carsta Löck (født 28. december 1902 – død 19. oktober 1993) var en tysk skuespillerinde, der optrådte i adskillige teaterstykker og film. For det skandinaviske publikum er hun hovedsageligt kendt som Tyttebær-Maja i filmene om Emil fra Lønneberg, som er baseret på Astrid Lindgrens bøger af samme navn.

## Liv og karriere
Löck var datter af en købmand og voksede op i Kiel, hvor hun først arbejdede som typograf. Hun debuterede som skuespillerinde i 1930. Fra 1933 blev Carsta Löck ofte castet i spillefilm, som især var komedier. Fra 1934 gjorde hun gæsteoptrædener på flere forskellige teatre i Berlin. Löck spillede i sin karriere mest biroller og ofte med en knivspids komik. Dette inkluderede familiemedlemmer, tjenestepiger, husmødre, sekretærer og naboer. Efter 2. verdenskrigs afslutning var hun i stand til at fortsætte denne succes.
Löck vandt senere popularitet i 1970'erne som Tyttebær-Maja i filmene om Emil fra Lønneberg, der er instrueret af Olle Hellbom. Filmene blev senere klippet sammen til en tv-serie. Under optagelserne blev både svenske og tyske skuespillere brugt, hvor sidstnævnte fik svenske stemmer i efterproduktionen. Et sådant eksempel var Rudolf Schündler, der spillede borgmester i Nye løjer med Emil fra Lønneberg (1972), men i filmen er hans stemme indtalt på svensk af Gösta Prüzelius. For Löcks vedkommende blev hendes stemme eftersynkroniseret på svensk af Isa Quensel.
I 1983 indstillede Carsta Löck sin skuespillerkarriere. Seks år senere i 1989 modtog Löck Filmband in Gold-prisen for sine mange år og aktiviteter inden for tysk film. Hun døde i 1993 og ligger begravet på Friedhof Schmargendorf i Berlin.

## Udvalgt filmografi
- Vaagnende Ungdom (1933)
- Striden om Jolanthe (1934)
- Muntre Hvedebrødsdage (1936)
- De fire Kammerater (1938)
- Kadetten (1939)
- Hendes Privatsekretær (1940)
- Forsvareren har ordet (1944)
- Filmen uden navn (1948)
- Jeg hedder Niki (1952)
- Christina - Hedebondens datter (1953)
- Englen med flammesværdet (1954)
- Dyrlægen forelsker sig (1956)
- Far med 5 døtre (1957)
- Huset Buddenbrook (1959)
- Emil fra Lønneberg (1971)
- Nye løjer med Emil fra Lønneberg (1972)
- Emil og grisebassen (1973)